# 藤原健一
藤原 健一（ふじわら けんいち、1969年9月13日 - ） は、日本の映画監督、映画プロデューサー。兵庫県神戸市出身。

## 来歴・人物
Vシネマやピンク映画の助監督およびシナリオライターとしてキャリアをスタートさせる。当時、ピンク映画の大御所だった愛染恭子とその夫寺西正己が作った芸能事務所アクトレス・ワールドの立ち上げに加わり、その中の映像制作部門ムービーキングにてに参加。監督業だけでなくラインプロデューサーなども務める。制作会社ANGLE代表。

## 監督作品
- 2001年 - 『渋谷ミッドナイト・ウォー 暗黒街』（GPミュージアムソフト）脚本・編集・監督
- 2002年 - 『野良犬』（GPミュージアムソフト）
- 2004年 - 『Is-A』（イズ・エー）（GPミュージアムソフト）
- 2005年 - 『…after 4 years』（ムービーキング）
  - TVドラマ『陰陽少女』（KBS京都・tvkほか）
  - TVドラマ『連鎖怪談』（KBS京都・tvkほか）
- 2006年 - 『紅薔薇夫人』（アートポート）
- 2007年 - 『ゼロウーマンR　欲望の代償』（竹書房）
  - TVドラマ『デビルシャドー』（KBS京都・tvkほか）
- 2008年 - 『最強兵器女子高生 RIKA』（GPミュージアムソフト）
- 2009年 - 『ランディーズ』（GPミュージアムソフト）
- 2010年 - 『艶剣客 〜くの一 媚薬責め〜』（竹書房・新東宝）
- 2011年 - 「女囚701号 さそり外伝」（新東宝映画）
- 2011年 - 「グラッフリーター刀牙」（オールインエンタテインメント)
- 2011年 - ダンプガール★絵莉香
- 2011年 - 青春H「Date...」
- 2013年 - 「新大久保物語」（オールインエンタテインメント）
- 2015年 - アイアンガール ULTIMATE WEAPON[1]
- 2015年 ‐ 表と裏
- 2015年 - 表と裏 第2章
- 2016年 ‐ 表と裏 最終章
- 2016年 - CONFLICT 〜最大の抗争〜1・2
- 2017年 - GRAY ZONE
- 2017年 - 帰ってきたバスジャック
- 2017年 - 虎狼の群れ1・2
- 2018年 - LADY NINJA -青い影-
- 2018年 - CONFLICT 〜最大の抗争〜3・4
- 2019年 - アイアンガール FINAL WARS[2]
- 2019年 - CONFLICT 〜最大の抗争〜 外伝 織田征仁1・2
- 2019年 - CONFLICT 〜最大の抗争〜5・6・7・8
- 2020年 - 織田同志会 織田征仁1・2・3・4
- 2020年 - 女詐欺師レン ～キケンな情事を追え！～[3]
- 2021年 - 織田同志会 織田征仁5・6・7・8
- 2022年劇場公開 - 修羅の世界[4]
- 2022年 - 修羅の世界2
- 2024年 - 『CONNECT 覇者への道』監督・脚本

## その他
- 監禁逃亡 淫らな呪い（1997年） - 制作進行
- 監禁逃亡 性奴隷（1997年） - 助監督
- 監禁逃亡 淫魔（1998年） - 制作進行
- 双頭の龍（2017年） - プロデューサー
- ギャングシティ 大阪黙示録（2018年） - プロデューサー
- 神家族 GOD FAMILY（2019年） - プロデューサー
- ソタイ 〜組織犯罪対策部vs反社会勢力〜（2020年） - プロデューサー
- Phantom Pain（2022年） - プロデューサー
- 織田同志会 織田征仁 第九章・最終章（2022年） - 脚本